# Mei 2021
Dit artikel geeft een chronologisch overzicht van de belangrijkste gebeurtenissen per dag in de maand mei van het jaar 2021.

## Gebeurtenissen

### 3 mei
- Ten zuiden van het schiereiland Peloponnesos worden 170 migranten die de oversteek over de Middellandse Zee probeerden te maken gered door de Griekse kustwacht. De migranten worden naar Kalamáta gebracht.[1]

### 6 mei
- De Britse premier Boris Johnson stuurt twee marineschepen naar het eiland Jersey. Aanleiding is een conflict tussen het Verenigd Koninkrijk en Frankrijk over de vaarrechten van Europese vissers na de brexit, waardoor de rechten van Franse vissers zijn ingeperkt.[2]

### 7 mei
- Bij de Al-Aqsamoskee in de Jeruzalemse wijk Sheikh Jarrah vallen meer dan 200 gewonden tijdens confrontaties tussen Palestijnen en de Israëlische politie. Bij de moskee waren enkele duizenden moslims samengekomen voor het vrijdaggebed tijdens de Ramadan.[3]

### 8 mei
- Bij een bomaanslag in de buurt van een meisjesschool in de Afghaanse hoofdstad Kabul vallen meer dan 60 doden en zeker 165 gewonden. De slachtoffers zijn overwegend tienermeisjes.[4][5][6]

### 12 mei
- De Veiligheidsraad van de Verenigde Naties komt bijeen vanwege de oplopende spanningen en beschietingen in Israël en de Palestijnse gebieden.[7]
- Uit een onafhankelijk onderzoek dat is uitgevoerd in opdracht van de Wereldgezondheidsorganisatie blijkt dat de coronapandemie voorkomen had kunnen worden.[8]

### 19 mei
- Op een waardetransport in Amsterdam-Noord wordt een overval gepleegd. De politie houdt aanvankelijk 7 verdachten aan, er valt één dode. De buit heeft een waarde van 14,5 miljoen euro.[9] (Lees meer)

### 20 mei
- Een zeer grote brand in de Haagse Schilderswijk verwoest circa 40 woningen en een moskee.[10]

### 21 mei
- In de Amsterdamse wijk De Pijp worden vijf mensen neergestoken, van wie er één overlijdt. De dader, een 29-jarige man uit Amstelveen, wordt gearresteerd.[11]

### 22 mei
- In het oosten van de Democratische Republiek Congo vallen zeker 15 doden als de vulkaan de Nyiragongo uitbarst.[12][13]
- In het noordwesten van de Chinese provincie Gansu overlijden 21 deelnemers aan een marathon nadat ze werden overvallen door slecht weer. Een van de doden is de winnaar van de Chinese Paralympische Spelen uit 2019.[14]

### 23 mei
- De Wit-Russische autoriteiten dwingen een Ryanair-vlucht die onderweg was naar Vilnius om een landing in Minsk te maken, zodat oppositielid Roman Protasevitsj en zijn vriendin kunnen worden gearresteerd. Verschillende EU-landen veroordelen de actie.[15]
- In de Italiaanse regio Piëmont, nabij Stresa, vallen 14 doden door een ongeluk met de kabelbaan Stresa-Alpino-Mottarone. In verband met het ongeluk worden drie arrestaties verricht.[16]

### 24 mei
- In de Maleisische hoofdstad Kuala Lumpur vallen meer dan 200 gewonden bij een botsing tussen twee lightrailtreinen. Een van de treinen was bezig met een testrit.[17]

### 25 mei
- Costa Rica wordt lid van de OESO.[18]

### 26 mei
- In de Amerikaanse stad San Jose vallen acht doden bij een schietpartij op een rangeerterrein. De schutter, een spoorwegmedewerker, komt zelf ook om het leven.[19]

### 31 mei
- In Suriname wordt vanwege COVID-19 opnieuw een volledige lockdown van kracht, die zal gelden tot 18 juni.[20] (Lees meer)

## Overleden
<< · januari · februari · maart · april · mei · juni · juli · augustus · september · oktober · november · december · >>